# 東京ラブ・シネマ
『東京ラブ・シネマ Tokyo Love Cinema』（とうきょうラブ・シネマ）は、2003年4月14日から同年6月30日まで、フジテレビ系列「月9」枠で、毎週月曜日 21:00 - 21:54に放送された日本のテレビドラマ。主演は江口洋介。全12回。

## 概要
映画業界のミニシアター配給分野を舞台にしたラブコメディ。「大人の恋」を志向した内容となっている。平均視聴率は13.1%と振るわず、この6年後に『婚カツ!』が放送されるまでは月9枠ではワースト記録だった。
主人公・高杉真先のモデルは叶井俊太郎を参考にしたといわれている。

## キャスト
高杉真先〈35〉
演 - 江口洋介
5年前に百貨店を辞めてココモを設立。過去のタイ映画1本のヒットで食いつないでいる。夢は自分が紹介した映画で人を幸せな気持ちにすること。
卯月晴子〈35〉
演 - 財前直見
フェノミナンのプロモーター。自分の売り時を逃がし独身。恋愛に不器用でラブストーリーの買いつけには冷静な判断ができない。今年の誕生日にワンルームマンションを購入。
千葉吉成〈30〉
演 - 宮迫博之
ココモの副社長で真先の学生時代からの後輩。麻子に熱烈片思い。
坂本理紗〈25〉
演 - 伊東美咲
晴子の部下で江戸川の元秘書。仕事より男。
園田麻子〈23〉
演 - 白石美帆
小さな映画館の娘。暎二の紹介でココモでアルバイトを始める。
日向暎二〈23〉
演 - 玉山鉄二
ココモの社員。ルックスはいいが、アニメオタクでホラー好き。女性の心理にも疎い。
八木のり平
演 - 荒川良々
「ココモ」と「フェノミナン」が入るビル近くの蕎麦屋『たから屋』の店員。
峰沙耶香〈21〉
演 - 石川亜沙美
フェノミナンの社長秘書。理紗と入れ替わりに社長秘書となった。
OL
演 - 相沢まき
溝口敬一郎
演 - 豊原功補（第6、9話、11・最終話）
絹世の婚約者。
黒沢雄平
演 - 大江千里（第9話 - 最終話）
晴子の元恋人。
園田敏郎
演 - 綿引勝彦（第7話、第9話 - 最終話）
篠原忍〈23〉
演 - 高岡蒼佑
フェノミナンの宣伝部員。ココモの元社員。
二階堂絹世〈35〉
演 - 鷲尾いさ子
真先の学生時代の恋人。
堺照子〈42〉
演 - 浅田美代子（特別出演）
江戸川薫〈48〉
演 - 竹中直人
フェノミナンの社長。世界中の映画業に顔が利く超やり手。若い女好きでキャラも濃い。

### ゲスト出演
第1話
- 叶美香
- 久本雅美
- ボブ・サップ
- 軽部真一（フジテレビアナウンサー）
- 佐々木恭子（フジテレビアナウンサー）
- 高島彩（フジテレビアナウンサー）

第2話
- ケビン・タニグチ - 上條恒彦
- 泉谷 - ト字たかお
- ナナ - 山田夏海

第3話
- 鶴見 - 堀部圭亮
- ゴリエ（ゴリ）
- スマイリーキクチ
- 劇団ひとり

第4話
- 山田花子
- 石倉鉄也 - 市川勇
- 川村太郎 - 大高洋夫
- 三島博崇 - 緋田康人（第5話）

第5話
- 杉村顕子 - あづみれいか

第8話
- 堤支配人 - 須永慶

第11話
- 豊田 - 小市慢太郎（最終話）

最終話
- 松原智恵子（本人役） ‐ 松原智恵子
- 山中監督 ‐ 三谷昇
- 阿南健治

## スタッフ
- 脚本 - 藤本有紀、高橋美幸
- 演出 - 平野眞、成田岳
- プロデュース - 中島久美子、樋口徹
- 音楽 - 上田益
- 主題歌 - 大滝詠一「恋するふたり」（ソニー・ミュージックレコーズ）
- 挿入歌 - バグルス「ラジオ・スターの悲劇」（ユニバーサルミュージック）
- 演出補 - 大木綾子、洞功二、橋本尚幸、河原弘幸
- プロデュース補 - 竹田浩子、樋川佳代
- 広報 - 正岡高子
- 編成 - 松崎容子
- 協力 - 渋谷ビデオスタジオ、バスク、カースタントTA・KA、高橋レーシング
- 制作 - フジテレビドラマ制作センター
- 制作著作 - フジテレビ

## 放送日程
|                                                            | 放送日  | サブタイトル     | 脚本     | 演出   | 視聴率 |
| ---------------------------------------------------------- | ------- | ---------------- | -------- | ------ | ------ |
| Film1                                                      | 4月14日 | 恋愛はガケっぷち | 藤本有紀 | 平野眞 | 16.9%  |
| Film2                                                      | 4月21日 | 一発逆転         | 藤本有紀 | 平野眞 | 14.5%  |
| Film3                                                      | 4月28日 | ベッカム         | 藤本有紀 | 成田岳 | 13.9%  |
| Film4                                                      | 5月05日 | 涙の銀幕         | 高橋美幸 | 平野眞 | 12.3%  |
| Film5                                                      | 5月12日 | 大切な人         | 藤本有紀 | 成田岳 | 13.5%  |
| Film6                                                      | 5月19日 | 大失恋!!         | 藤本有紀 | 平野眞 | 13.3%  |
| Film7                                                      | 5月26日 | 君を守る         | 藤本有紀 | 成田岳 | 13.2%  |
| Film8                                                      | 6月02日 | 夢の崩壊         | 藤本有紀 | 平野眞 | 11.7%  |
| Film9                                                      | 6月09日 | 恋の行方         | 藤本有紀 | 成田岳 | 12.2%  |
| Film10                                                     | 6月16日 | 昔の恋人         | 高橋美幸 | 平野眞 | 10.6%  |
| Film11                                                     | 6月23日 | 絶体絶命         | 藤本有紀 | 成田岳 | 11.8%  |
| Last Film                                                  | 6月30日 | 奇跡の夜         | 藤本有紀 | 平野眞 | 12.8%  |
| 平均視聴率 13.1%（視聴率は関東地区・ビデオリサーチ社調べ） |         |                  |          |        |        |

- 初回は22時 - 23時9分の15分拡大。